# Marco (piłkarz)
Marco Aurelio Silva Businhani (ur. 8 lutego 1972) – brazylijski piłkarz występujący na pozycji napastnika.

## Kariera klubowa
Od 1992 do 2002 roku występował w klubach Noroeste, Shimizu S-Pulse, Corinthians Paulista, EC Juventude, SC Internacional i Santo André.